# Maira xizangensis
Maira xizangensis là một loài ruồi trong họ Asilidae. Maira xizangensis được Shi miêu tả năm 1995. Loài này phân bố ở vùng Cổ Bắc giới và châu Á.